# Amir Bagheri
Amir Bagheri (persa: امیر باقری)  (Iran, 19 d'octubre de 1978) és un jugador d'escacs iranià.
Va rebre el títol de Gran Mestre Internacional l'any 2003 i va ser el segon jugador iranià de la seva federació a rebre aquest títol. De 2005 a 2007, Bagheri va representar internacionalment la Federació Francesa d'Escacs, i des de 2021 representa la Federació de Mònaco.

## Resultats destacats en competició
Bagheri es va classificar per al Campionat del Món de la FIDE de 1999 celebrat als Estats Units a Las Vegas, però no hi va poder participar per problemes de visat.
Es va classificar de nou l'any següent i va poder participar al Campionat del Món FIDE 2000, que es va celebrar a l'Índia, amb una final a Teheran (Iran). Hi va ser eliminat a la primera ronda pel nord-americà Gregory Serper.
Amir Bagheri va formar part de l'equip iranià participant a les Olimpíades d'escacs de 1998 a Elistà, 2000 a Istanbul i 2008 a Dresden.